# Любошиці (Опольське воєводство)
Любошиці (пол. Luboszyce, нім. Luboschütz) — село в Польщі, у гміні Лубняни Опольського повіту Опольського воєводства.
Населення — 1231 особа (2011).

## Демографія
Демографічна структура станом на 31 березня 2011 року:
|          | Загалом | Допрацездатний вік | Працездатний вік | Постпрацездатний вік |
| -------- | ------- | ------------------ | ---------------- | -------------------- |
| Чоловіки | 606     | 137                | 408              | 61                   |
| Жінки    | 625     | 107                | 402              | 116                  |
| Разом    | 1231    | 244                | 810              | 177                  |